# Langhorn Sogn
Langhorn Sogn (på tysk Kirchspiel Langenhorn) er et sogn i det vestlige Sydslesvig, tidligere i Nørre Gøs Herred (≈ Bredsted Landskab, Bredsted Amt, indtil 1785 under Flensborg Amt), nu i kommunerne Langhorn og delvis Dagebøl (Bolhuse) i Nordfrislands Kreds i delstaten Slesvig-Holsten. 
I Langhorn Sogn findes flg. stednavne:
- Bolhuse (Bollhaus)
- Efkebøl (Efkebüll)
- Langhorn (delt i Vester og Øster Langhorn, Langenhorn)
- Langhorn Gammel Kog
- Langhornhede (Langenhoerner Heide)
- Langhorn Nye Kog
- Lohede (Loheide)
- Munkebøl (Mönkebüll)